# Queijo mestiço de Tolosa

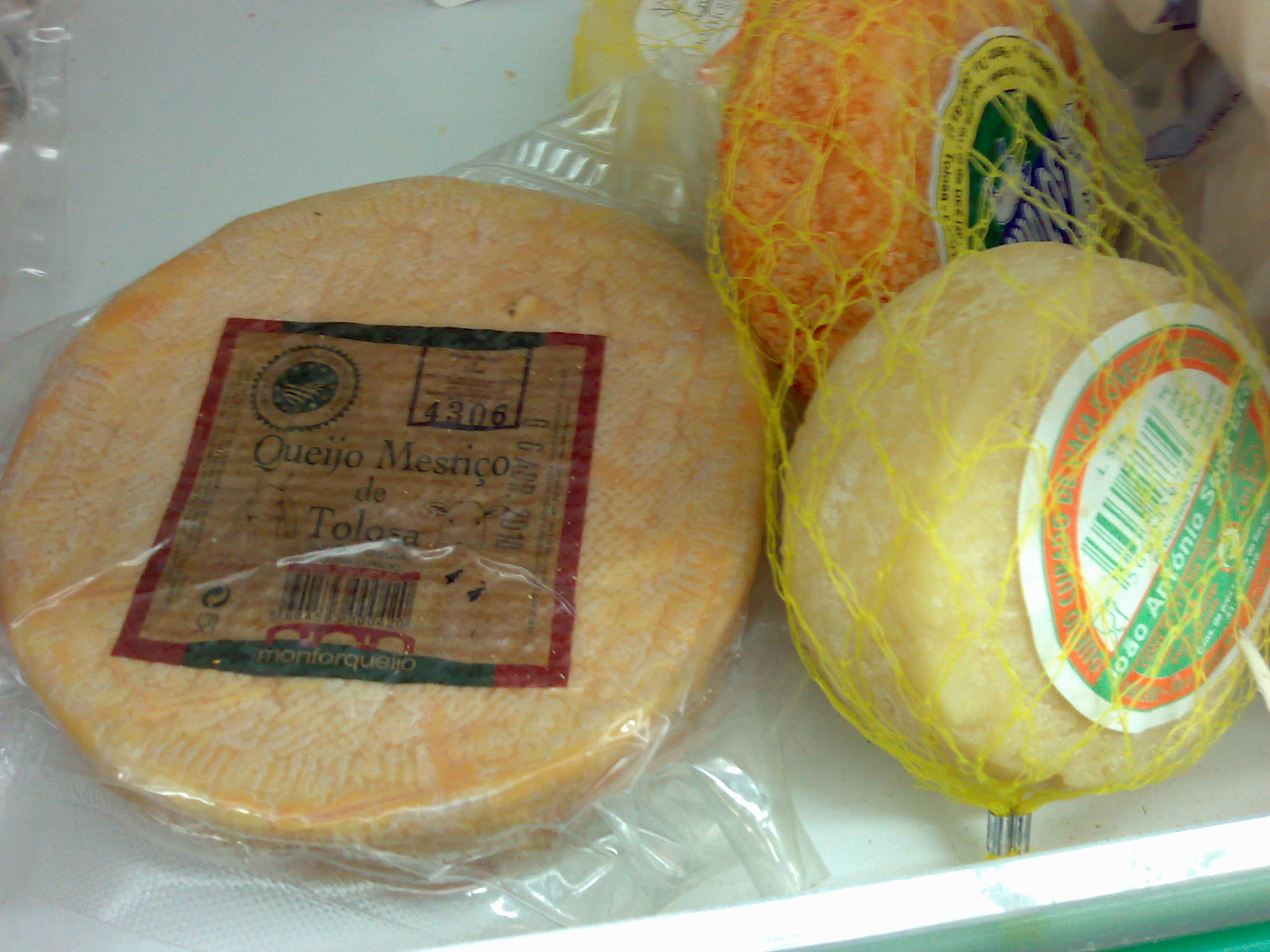
Queijo mestiço de Tolosa embalado (à esquerda, com cerca de 10 cm de diâmetro).

Queijo mestiço de Tolosa é um queijo português oriundo da freguesia de Tolosa, no concelho de Nisa, no Distrito de Portalegre. Dispõe de uma Indicação Geográfica Protegida  (IGP), de acordo com as normas da União Europeia.
Fabricado com leites de ovelha e cabra, é um queijo curado, semi-mole, apresentando uma crosta fina ligeiramente rugosa, de cor alaranjada ou amarela. A sua produção envolve a coagulação dos leites de ovelha e de cabra, após a qual se procede ao esgotamento lento da coalhada, usando a acção de coalho de origem animal ou cardo. Após o processo de salga, o queijo passa por um período de maturação, com duração compreendida entre as três e as quatro semanas.
Apresenta normalmente pesos compreendidos entre os 150 g e os 400 g e diâmetros entre 7 cm e os 10 cm, com uma forma cilíndrica regular, com arestas pronunciadas. O seu sabor é ligeiramente picante.
A época de produção do queijo decorre entre Janeiro e Julho, durante o período de lactação de ovinos e caprinos da região.
Os primeiros estudos sobre os processos de fabrico de queijos portugueses mencionando este queijo datam de fins do século XIX, sendo então referido como queijo mestiço em virtude de ser produzido com dois tipos de leite.

## Área de produção
É produzido nos concelhos de Alter do Chão, Arronches, Avis, Campo Maior, Castelo de Vide, Crato, Elvas, Fronteira, Gavião, Marvão, Monforte, Nisa, Ponte de Sor, Portalegre e Sousel.

## Valor económico
Segundos dados de 2019, foram produzidos neste ano cerca de 2.656 kg de Queijo Mestiço de Tolosa IGP, cerca de 0,1% da produção nacional. 

### Produção
O sistema produtivo do Queijo Mestiço de Tolosa DOP é composto por 26 explorações abastecedoras de leite e um número não identificado (valor confidencial) de queijarias certificadas (dados de 2020).